# St. Ulrich (Aitrang)

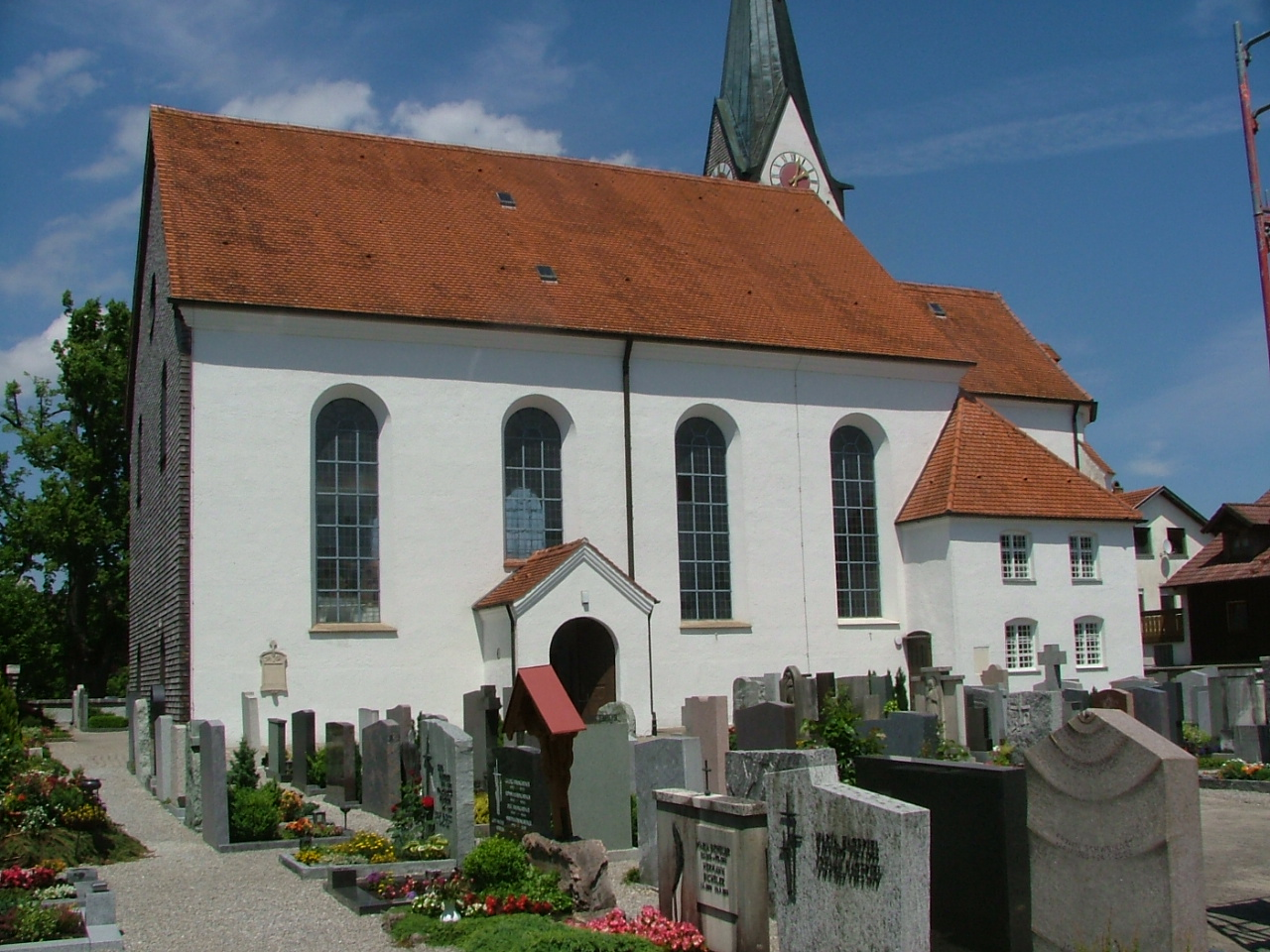
Kirche St. Ulrich in Aitrang

Die katholische Pfarrkirche St. Ulrich in Aitrang, einer Gemeinde im Landkreis Ostallgäu im bayerischen Regierungsbezirk Schwaben, wurde um 1466 errichtet. Die dem heiligen Ulrich geweihte Kirche an der Lindenstraße 42 ist ein geschütztes Baudenkmal.
Der Saalbau mit eingezogenem Chor wurde 1683/84 und 1867/68 erweitert und verändert.
Die Pfarrei „St. Ulrich“ in Aitrang gehört zum Dekanat Kaufbeuren im Bistum Augsburg.